# خلیج فارس (ترانه)
«خلیج فارس» یا «خلیج همیشگی فارس»، عنوان ترانه‌ای سیاسی و ملی‌گرایانه در اعتراض به تحریف نام خلیج فارس است. این اثر اولین بار توسط محمود علیقلی در آلبوم فصل ایثار (کامبیز روشن روان) در سال ۱۳۶۰ خوانده شده است؛ اما با صدای ابی که برای اولین‌بار در شهر پاریس اجرا شد به شهرت رسید. شاعر ترانهٔ خلیج فارس عادل حسینی و آهنگ‌ساز و تنظیم‌کنندهٔ آن محمد شمس بوده است.
ابی در مصاحبه‌ای در شهریور ۱۳۸۷ به رادیو زمانه دربارهٔ احساسش نسبت به ترانه خلیج فارس گفت: «همیشه این آهنگ را وقتی می‌خوانم، به خصوص در این‌جا این‌قدر احساساتی می‌شوم که برای این آهنگ به خودم می‌بالم. دلتنگی بود؛ یعنی زمانی که من این آهنگ را اجرا کردم، بیست سال پیش به جان خاتون، دخترم، بی‌نهایت دلم برای ایران تنگ شده بود».
ابی در آن مقطع، به سراغ عادل حسینی (ترانه‌سرای این کار) می‌رود و پس از کسب اجازه از او این ترانه به‌طور رسمی به ابی واگذار می‌شود. با موافقت عادل حسینی این ترانه برای آهنگسازی به محمد شمس سپرده می‌شود و این ترانه در سال ۱۳۶۷ با صدای ابی خوانده و به‌طور رسمی عرضه می‌شود و همچنین بعدها در آلبوم خلیج جای می‌گیرد.
تکه‌های کوتاهی از نسخه خوانده شده توسط محمود علیقلی، در سال ۱۳۷۹ در تیتراژ پایانی فیلمی با عنوان زیر پوست شهر از ساخته‌های رخشان بنی اعتماد استفاده شده است.
این ترانه بعدها توسط قاسم افشار (در آلبوم پرونده) بازخوانی شد.

## اعتراضات
ابراهیم حامدی در مصاحبه‌ای با تلویزیون فارسی صدای آمریکا اعلام کرد که این ترانه را در هرکجا به جز در امارات متحده عربی اجرا می‌کند.
اجرا نکردن این ترانه توسط ابی در کنسرت‌هایش در دبی باعث اعتراضات و انتقادات گروه‌های مختلفی از ایرانیان شد.
ابی در کنسرت‌های مختلف در دبی از خواندن ترانه خلیج فارس خودداری کرده بود و برخی تلویزیون‌های فارسی‌زبان لس‌آنجلس دلیل آن را «منافع مادی» عنوان کرده بودند، که به دنبال آن ابراهیم حامدی در یکی از تلویزیون‌های فارسی‌زبان لس‌آنجلس گفت که این ترانه را به‌دلیل حساسیت شیوخ دوبی نسبت به مسئله خلیج فارس و پیشگیری از مغشوش شدن فضا برای برگزاری برنامه برای ایرانیانی که به دوبی سفر کرده بودند، نخوانده است.
ابراهیم حامدی هم‌چنین در پاسخ به سؤالی مبنی بر این‌که در صورت بازگشت به ایران، اولین دفعه که در ایران بخوانید چه چیزی را می‌خوانید؟ گفت: ترانه «خلیج همیشگی فارس».
ابی، خواننده موسیقی پاپ، روز سه شنبه ۲۰ آوریل ۲۰۱۰ (۳۱ فروردین ۱۳۸۹) به نفع مبتلایان به بیماری ام اس در سالن رویال آلبرت هال لندن به روی صحنه رفت. این کنسرت به‌طور کامل از تلویزیون فارسی بی‌بی‌سی پخش شد و ترانه خلیج فارس نیز در آن اجرا شد.

## پخش از سیمای جمهوری اسلامی ایران
در شامگاه روز جمعه بیست و پنجم دی ماه ۱۳۸۳ این ترانه از شبکه ۳ پخش شده است.
در مستند محمد باقر قالیباف درانتخابات ریاست جمهوری ایران ۱۳۹۲ این ترانه از صدا و سیما ایران پخش شد.